# Talaskivi
Talaskivi är en klippa i Finland.   Den ligger i den ekonomiska regionen  Forssa ekonomiska region  och landskapet Egentliga Tavastland, i den södra delen av landet, 120 km nordväst om huvudstaden Helsingfors. Talaskivi ligger 143 meter över havet.
Terrängen runt Talaskivi är huvudsakligen platt. Talaskivi ligger uppe på en höjd. Runt Talaskivi är det ganska glesbefolkat, med 28 invånare per kvadratkilometer. Närmaste större samhälle är Forssa, 16,7 km öster om Talaskivi. I omgivningarna runt Talaskivi växer i huvudsak blandskog.